# هازجة
الهَازِجَةُ (الاسم العلمي: Acrocephalus) هي جنس طائر صغير يعيش 90% من هذا النوع في منطقة الأهوار جنوب العراق حسب دراسة أجريت في السبعينيات من القرن العشرين كما أنه يتواجد في بعض المستنقعات في أمريكا الشمالية وأستراليا.